# Gen He
Gen He (chiń. 根河; pinyin Gēn Hé) – rzeka w północno-wschodnich Chinach, w Mongolii Wewnętrznej, prawy dopływ Argunu.
Liczy ok. 300 km, a powierzchnia jej dorzecza wynosi 13 800 km². Źródła znajdują się w północnej części Wielkiego Chinganu. Poziom wody podwyższa się w ciepłych porach roku, natomiast w okresie jesienno-zimowym obniża się. Dolina rzeki jest w znacznej części zabagniona. Gen He wykorzystywana jest do spławu drewna.